# Collegio uninominale Lazio 1 - 04 (2020)
Il collegio elettorale uninominale Lazio 1 - 04 è un collegio elettorale uninominale della Repubblica Italiana per l'elezione della Camera dei deputati.

## Territorio
Come previsto dalla legge n. 51 del 27 maggio 2019, il collegio è stato definito tramite decreto legislativo all'interno della circoscrizione Lazio 1.
È formato dal comune di Ciampino e da una parte del territorio del comune di Roma: il Municipio Roma VII (San Giovanni-Cinecittà) e il Municipio Roma VIII (Appia Antica) limitatamente alle zone urbanistiche Navigatori, Tor Marancia, Tre Fontane, Grottaperfetta, Appia Antica Nord e Appia Antica Sud.
Il collegio è parte del collegio plurinominale Lazio 1 - 02.

## Eletti
| Elezione | Elezione | Deputato         | Partito             |
| -------- | -------- | ---------------- | ------------------- |
|          | 2022     | Roberto Morassut | Partito Democratico |

## Dati elettorali

### XIX legislatura
Come previsto dalla legge elettorale, 147 deputati sono eletti con sistema a maggioranza relativa in altrettanti collegi uninominali a turno unico.
| Candidati                                 | Candidati                  | Voti    | %     | Liste                          | Voti    | %     |
| ----------------------------------------- | -------------------------- | ------- | ----- | ------------------------------ | ------- | ----- |
|                                           | Roberto Morassut ✔️ Eletto | 74 545  | 35,06 | Partito Democratico - IDP      | 53 609  | 25,21 |
| Alleanza Verdi e Sinistra                 | Roberto Morassut ✔️ Eletto | 74 545  | 35,06 | 11 453                         | 5,39    |       |
| +Europa                                   | Roberto Morassut ✔️ Eletto | 74 545  | 35,06 | 8 322                          | 3,91    |       |
| Impegno Civico - Centro Democratico       | Roberto Morassut ✔️ Eletto | 74 545  | 35,06 | 1 361                          | 0,64    |       |
|                                           | Maria Teresa Bellucci      | 73 711  | 34,67 | Fratelli d'Italia              | 55 881  | 26,28 |
| Lega per Salvini Premier                  | Maria Teresa Bellucci      | 73 711  | 34,67 | 8 428                          | 3,96    |       |
| Forza Italia                              | Maria Teresa Bellucci      | 73 711  | 34,67 | 8 328                          | 3,92    |       |
| Noi moderati/Lupi - Toti - Brugnaro - UDC | Maria Teresa Bellucci      | 73 711  | 34,67 | 1 074                          | 0,51    |       |
|                                           | Francesca Flati            | 31 609  | 14,87 | Movimento 5 Stelle             | 31 609  | 14,87 |
|                                           | Luca Di Egidio             | 20 937  | 9,85  | Azione - Italia Viva - Calenda | 20 937  | 9,85  |
|                                           | Chiara Prato               | 4 555   | 2,14  | Unione Popolare                | 4 555   | 2,14  |
|                                           | Alessandra Cotta           | 3 045   | 1,43  | Italexit                       | 3 045   | 1,43  |
|                                           | Saverio Romeo              | 2 829   | 1,33  | Italia Sovrana e Popolare      | 2 829   | 1,33  |
|                                           | Laura Ruzza                | 1 121   | 0,53  | Vita                           | 1 121   | 0,53  |
|                                           | Dalila Gallozzi            | 267     | 0,13  | Partito della Follia Creativa  | 267     | 0,13  |
| Totale                                    | Totale                     | 212 619 | 100   |                                | 212 619 | 100   |
|                                           |                            |         |       |                                |         |       |
| Schede bianche                            | Schede bianche             | 1 363   | 0,63  |                                |         |       |
| Schede nulle                              | Schede nulle               | 4 033   | 1,85  |                                |         |       |
| Votanti                                   | Votanti                    | 218 015 | 67,87 |                                |         |       |
| Elettori                                  | Elettori                   | 321 214 |       |                                |         |       |